# フェイス・ワンダワークス
株式会社フェイス・ワンダワークス(英称：Faith Wonderworks, Inc.)は、コンテンツ配信事業を行っていた企業である。株式会社フェイスの機能子会社であったが、2023年4月に吸収合併された。

## 主な事業
携帯着メロ公式サイト「GIGA PARK」の運営を主軸としたコンテンツ配信事業。

## 沿革
- 1993年 - 元々はリコーの通信カラオケ事業としてスタート。「MY STAGE」販売開始。当時の本社は東京都目黒区上目黒3-3-14 朝日生命中目黒ビル。
- 1997年 - WONDER GIGA販売開始。
- 1999年 - リコーグループの株式会社三愛 社内カンパニー（ギガネットワークスカンパニー）となる。
- 2002年9月 - 三愛のカラオケ事業撤退に伴いサービス終了。
- 2006年
  - 6月 - 三愛がコンテンツ事業をフェイスグループ傘下の株式会社モバイルアライアンスへ譲渡し、商号をギガネットワークス株式会社へ変更[2]。
  - 9月 - 本社を東京都渋谷区恵比寿1丁目の恵比寿スクエアビルへ移転。
- 2009年
  - 4月 - グループ会社である株式会社デスペラードと合併、株式会社フェイス・ワンダワークスへ商号変更[3]。
  - 6月 - 株式会社ポケットスペースの全事業を承継。
- 2010年5月 - 本社を現在地へ移転。
- 2015年7月 - コンテンツ配信プラットフォームの開発・制作事業を会社分割により株式会社フェイスへ承継、同社の機能子会社となる[4]。
- 2023年4月 - 親会社の株式会社フェイスに吸収合併される。

## 主なコンテンツ
- GIGAエンタメロディ
- GIGAうたフル
- GIGA.TV
- aivie

## 加盟団体
- 社団法人 音楽電子事業協会（AMEI）
- モバイル・コンテンツ・フォーラム（MCF)
- 一般社団法人 モバイルコンテンツ審査・運用監視機構（EMA）[5]